# علم الحساب الهندسي
علم الحساب الهندسي هو علم يجمع بين مجالين علميين لكل من الرياضيات هما مجال الأنظمة الهندسية (الديناميكية) ونظرية علم الحساب (الأعداد).
تاريخيًا، يشير المفهوم إلى دراسة العمليات الحسابية المنفصلة (خارج إطار التفاعل الحسابي)، من وجهة نظر إعادة تشكّل الأشكال الهندسية الذاتية للمستوى المركب، (أو ما اصطلح على تسميته z-plan)، إلى جانب دراسة مسار الأعداد الحقيقية. من هذا المنطلق، يعرف علم الحساب الهندسي بأنه دراسة الخصائص النظرية العددية للنقاط الصحيحة، والأعداد التقاربية (p-adic) ، مع/ بدون النقاط الجبرية (algebraic points) التي من خلالها تطبّق خاصية التضاعف لدالة قابلة للتعدّد (polynomial) أو منسجمة في ذاتها (rational function). مما يستدعي الهدف الأساسي للعملية الحسابية وهو وصف الخصائص الحسابية بناءً على النماذج الهندسية الأوّلية.
بشكل عام، يعرّف علم الحساب الهندسي بأنه دراسة متناظرات المعادلات الهندسية الديوفانتينية (نسبة إلى عالِم الرياضيات اليوناني ديوفانتوس)، التقليدية من خلال صياغة نماذج حسابية منفصلة.
أما على المستوى الخاص، أو ما يطلق عليه العمليات الحسابية p-adic (عدد تقاربي) أو nonarchimedean (نسبة إلى أرخميدس)، فهي هندسيات تناظرية للعمليات الحسابية التقليدية حيث يمكن للمرء استبدال الأعداد المركبة (C) من خلال نظرية الأعداد التقاربية (p-adic) مما ينتج عنه عدد تقاربي مركّب بتردّد (p)
على سبيل المثال: (Qp) أو(Cp).
بالإضافة إلى أن العملية الحسابية تقوم بتفسير مفهوم التفاعل غير المنتظم، وهندسيات Fato و Julia (نسبة لعالمي الرياضيات الفرنسيين Pierre Fato و Gaston Julia).
يصف الجدول التالي التطابق التقريبي بين معادلات ديوفانتين والعمليات الحسابية، لاسيما من خلال ربط الديوفانتينية مع نظرية التصنيفات الآلبينية (نسبة إلى عالم الرياضيات البرازيلي-الإيطالي: Giacomo :)Albanese
| المعادلات الديوفانتينة المطبقَة             | العمليات الحسابية المستخدمة                                |
| ------------------------------------------ | ---------------------------------------------------------- |
| نقاط منطقية وأعداد صحيحة لتصنيفات متنوعة   | نقاط منطقية وأعداد صحيحة ضمن مدار قطر محدّد                 |
| النقاط المتناهية (محدودة) على تصنيف آلبيني | النقاط المركزية (العودة للنقطة الأم) لدالّة منطقية (حسابية) |

## التعاريف والرموز في نظرية العمليات الحسابية المنفصلة
لنفترض أن الرمز S هو نقطة المركز (set) المنظومة الحسابية، ونفترض أن القاعدة الرياضية، تُقرأ من اليسار لليمين F: S → S أنها تُمَثّل مدار للدوران (map) للنقطة S حول محورها. عندها نستطيع أن نستخلص نسبة عددالتكرار(iteration)للنقطة الرمزيةFفي مدارقطرها التي ُيرَمزلهابالمتغّيرالتربيعي(n)كما تشير
المعادلة التالية:
{\displaystyle F^{(n)}=F\circ F\circ \cdots \circ F.}
حيث تكون نقطة P ∈ S دورية (periodic) إذا كان F(n) (P) = P لجزء من مدار القطر 1<n
لتصبح النقطة (الأساس) ما قبل الدورية (preperiodic) في حالة أن (F(k) (P هي دورية لجزء من مدار القطر
k≥1
ليتشكّل، (بتفاعل مطّرد)، مدار قطر النقطة لـ P الذي يمكن اختصاره في المنظومة (set) الحسابية التالية:
{\displaystyle O_{F}(P)=\left\{P,F(P),F^{(2)}(P),F^{(3)}(P),\cdots \right\}.}
وبالتالي فإن النقطة P تكون غير دورية بشرط وفقط إذا كان قطر مدارها (OF(P متناهي (محدود الدوران).

## عدد الخصائص النظرية للنقاط ماقبل الدورية
لنفترض أن (F(x هي دالة حسابية لدرجة لا تقل عن اثنتين مع المعاملات (الرياضية) في نقطة تسمى Q.
تنص نظرية Northcott [بحاجة لمصدر] أن النقطة F لا تتضمن سوى نقاط رمزية متناهية من النقطة الحسابية ما قبل الدورية (المركزية) Q، أي أن F ليس لديها سوى عدد محدود من النقاط قبل الدورية داخل المنظومة الحسابية (P1(Q.
يرى كل من مورتون وسيلفرمان (عالمي رياضيات)، أن التصور الموحَّد للحدود (للدائرة) [بحاجة لمصدر]ينصّ على أن عدد نقاط ما قبل الدورية للنقطة F في المنظومة الحسابية (P1(Q أنها منظومة وفق عدد (حسابي) منتظم (متكرر)
الذي بدوره يعتمد فقط على (زاوية) درجة النقطة F.
بشكل أوسع، لنفترض أن
F: PN → PN هي معادلة مثَبّتَة (morphism) لزاوية درجة على الأقل عنصرين تم تحديدهما من خلال قطر مدار النقطة K.
تشير القاعدة الرياضية Northhcott إلى أن النقطة F لديها فقط مجموعة من النقاط ما قبل الدورية في إطار المنظومة الحسابية (PN(K.
في حين أن التصوّر الموحَّد للحدود بشكل كلّي يشير إلى تحديد عدد النقاط ما قبل الدورية في المنظومة (PN(K تمّ فقط بناء على قيمة النقطة N، وزاوية
درجة النقطة F، بالإضافة إلى درجة انحناء نقطة K على النقطة المركزية Q.
في هذه المرحلة، يعد التصوّر الموحَّد للحدود غير معروف حتى الآن بالنسبة إلى الدالّة (الحسابية) متعددة الحدود التربيعية التالية: Fc(x) = x2 + c التي بدورها تتفاعل حسابيًا فوق مدار الأعداد المنطقية للنقطة المركزية Q.
ومن المعروف في هذه الحالة أن المنظومة الحسابية (Fc(x لا يمكن أن يكون لها نقاط دورية عند بلوغها مراحل الدوران الهندسي: الرابعة، أو الخامسة[بحاجة لمصدر][5]، أو السادسة[بحاجة لمصدر]على الرغم من أن نتيجة الدورة السادسة تتوقف على مدى مصداقية تصوّر (عالمي الرياضيات الإنجليزيَّين): Birch وSwinnerton-Dyer.
في المقابل يفترض (عالم الرياضيات الأمريكي) Bjorn Poonen أن الدّالّة الحسابية (Fc(x لا يمكن أن يكون لها نقاط دورية منطقية لأي فترة دوران أكبر من ثلاث مراحل.[بحاجة لمصدر]

## نقاط الأعداد الصحيحة في المدارات الهندسية
قد يحتوي مدار التصوّر الذهني (للشكل الهندسي) على عدد لا نهائي من الأعداد الصحيحة. على سبيل المثال، إذا كان (F(x متعدد الحدود مع عوامل أعداد صحيحة، وإذا كانت النقطة a عددًا صحيحًا، فمن الواضح أن مدار )OF(a بأكمله يتكون من أعداد صحيحة. ويمكن إعادة تطبيق القاعدة ذاتها، على نحو إذا كانت (F(x خريطة ذهنية، مع وجود شيء من التكرار داخل مدار الدالة (F(n)(x على صورة متعدد الحدود مع معامل (حسابية) لأعداد صحيحة، فبالتالي تكون كل نقطة دخول n في المدار هي عدد صحيح. مثال على هذه الظاهرة، إذا افترضنا الخريطة الذهنية F(x) = x−d، التي يكون تكرارها (العدد الناتج) الثاني متعدد الحدود. اتضح أن هذه هي الطريقة
الوحيدة التي يمكن أن يحتوي فيها المدار على عدد لا نهائي من الأعداد الصحيحة.
نظرية، لنفترض أن (F(x) ∈ Q(x هي دالّة تصّورية لزاوية (هندسية) لا تقل عن درجتين، وكذلك افتراضيا، أن عملية عدم تكرار النقطة F هي متعددة الحدود. مع التسليم بأن a ∈ Q. فالنتيجة تكون باحتواء مدار المنظومة الحسابية (OF(a فقط على مجموعة من الأعداد الصحيحة.

## نقاط محددة حسابيًا تقع ضمن مدار منظومات فرعية
هناك فرضيات عامة تُنسَب إلى العديد من المنظّرين ومن بينهم (عالم الرياضيات الصيني-الأمريكي) [Shouwu Zhang [10 فيما يتعلق بالمنظومات (الحسابية) الفرعية التي تحتوي على عدد لا نهائي من النقاط الدورية أو التي تتقاطع مع مدار في عدد لا نهائي من النقاط.
تسمى هذه التصورات: نظائر ديناميكية (هندسية) ومنها، على التوالي، تصوّر Manin-Mumford (عالمَي الرياضيات الروسي والأمريكي)، التي أثبتها العالم Raynaud، وتصّور Mordell-Lang (عالمَي الرياضيات البريطاني-الأمريكي والفرنسي-الأمريكي)، التي أثبتها غيرد فالتينغز.
توضح الفرضيات التالية النظرية العامة في حالة أن المنظومة الفرعية (subvariety) تصبح منحنى.
مثال للتصوّر، لتكن الدالّة F: PN → PN عبارة عن معادلة مثبّتة (morphism) وليكن C ⊂ PN منحنى جبري غير قابل للاختزال. وفي الوقت ذاته، لنفترض أن هناك منظومة حسابية P ∈ PN بحيث تحتوي نقطة C على عدد لا نهائي من النقاط في مدار (OF(P. فبالتالي، تصبح النقطة C دورية لـ F بمعنى أن هناك تكرار يحصل على مدار (F (k للنقطة F التي بدورها ترسم الدائرة للنقطة C حول قطرها.

## العمليات الحسابية لتردّد الأعداد التقاربية (p-adic)
تهتم هندسة الأعداد التقاربية (p-adic) ، أو ما يطلق عليها أحيانًا غير الأركميديينة (nonarchimedean)، وعملياتها الحسابية بدراسة جانب النظريات الحسابية التقليدية من خلال تردّد مدار النقطة K التي يكتمل بناؤها بالوصول إلى ما تسمى في نظرية الأعداد التقاربية بالقيمة المطلقة.
ومن الأمثلة على هذه التردّدات، المدار التصوّري للأعداد التقاربية p-adic ويرمز إليه بالتردّد Qp واكتمال ذبذبة دورانها بواسطة هندسة أعداد جبرية َعَبْر مدار النقطة Cp.
فيما يتعلّق بالقياس الهندسي للنقطة K والتعريف المعياري للتوازي المتّصل فإنه يؤدي إلى التعريف المعتاد لمجموعات Fatou و Julia لدالة (المسار) الخريطة الذهنية (F (x) ∈ K (x.
هناك العديد من أوجه التشابه بين النظريات المركّبة وغير الأركميدينية (الأعداد التقاربية)، ولكن في الوقت ذاته، توجد العديد من الاختلافات في وجهات النظر.
الفرق الواضح، وهو أنه في الأعداد غير الأركميدينية تكون مجموعة Fatou دائمًا غير فارغة، في حين من الممكن أن تكون مجموعة Julia فارغة.
هذا هو عكس ما هو صحيح حول نظرية الأعداد المركبة.
تم تمديد العمليات الحسابية غير المؤرقة إلى مساحة [Berkovich [11، التي تعرف بأنها مساحة متصلة
ومدمجة تضم مجموع الدوران الخارجي للنقطة Cp التي تتّصف بالدوران المنفصل عن محيطها الذاتي.

## نظريات هندسية عامة
هناك تعميمات مُمْكِنة في علم الحساب الهندسي حيث يتم استبدال Q و Qp بأعداد صحيحة ومكملاتها من الأعداد التقريبية (p-adic) الخاصة بها. التعميم المُمْكن الآخر، هو استبدال المنظومة الحسابية الذاتية (self-maps) لـP1 أو PN بالمنظومات الحسابية الذاتية (التشكل) V → V من الأصناف المحوّلة (affine) أو المجموعات الإسقاطية.(projective varieties)

## المجالات الأخرى التي تتفاعل فيها نظرية الأعداد والعمليات الحسابية
هناك العديد من الافتراضيات الأخرى ذات الطبيعة النظرية العددية التي تظهر في مسار المنظومة الهندسية، منها:
- هندسيات تطبّق على مدارات متناهية.
- هندسيات تطبّق على دالّة المدارات الحسابية مثل (C(x.
- عملية التفاضلية الحسابية(تكرار)لمتسلسلةالقوى(powerseries) التشكلية والتقاربية.
- هندسيات تتعلّق مجموعات Lie groups) Lie) – نسبة لعالم الرياضيات النرويجي Sophus Lie.
- الخصائص الحسابية لما يعرف حساب ًّيا بنظرية التماثل ال ّشكلي (moduli spaces).
- التَّوازي في الأضلاع [equidistribution([12] والمقاييس الثابتة، لا سيما في مجال الأعداد التقريبية.
- هندسيات وحدات Drinfeld modules) Drindfeld) – نسبة لعالم الرياضيات الروسي Vladimir .Drinfeld.
- مسائل تضاعف (iteration) النظرية العددية التي لا توصف من خلال الحسابيات المنطقية للتصنيفات، على سبيل المثال: مسألة Collatz problem) Collatz) – فيما يتعلّق بنظرية حدسيةCollatz، نسبة إلى عالم الرياضيات الألماني Lothar Collatz.
- ر ُموز هندسية للأنظمة الحسابية التي تقوم بدورها على أساس التو ّسعات الحسابية ال ُم َقنَّنَة للأعداد الحقيقية.[4]

تستعرض القائمة المرجعية لعلم الحساب الهندسي بيان ُمفَ َّصل من مقالات وكتب التي بدورها تغطي مجموعة واسعة من موضوعات علم الحساب الهندسي.

## روابط خارجية
- صفحة حساب الأنظمة الديناميكية الرئيسية
- ببليوغرافيا الديناميات الحسابية
- التحليل والديناميات على خط بيركوفيتش الإسقاطي
- مراجعة كتاب لجوزيف إتش سيلفرمان «حساب النظم الديناميكية» ، راجعه روبرت إل بينيديتو